# Davis Schulz

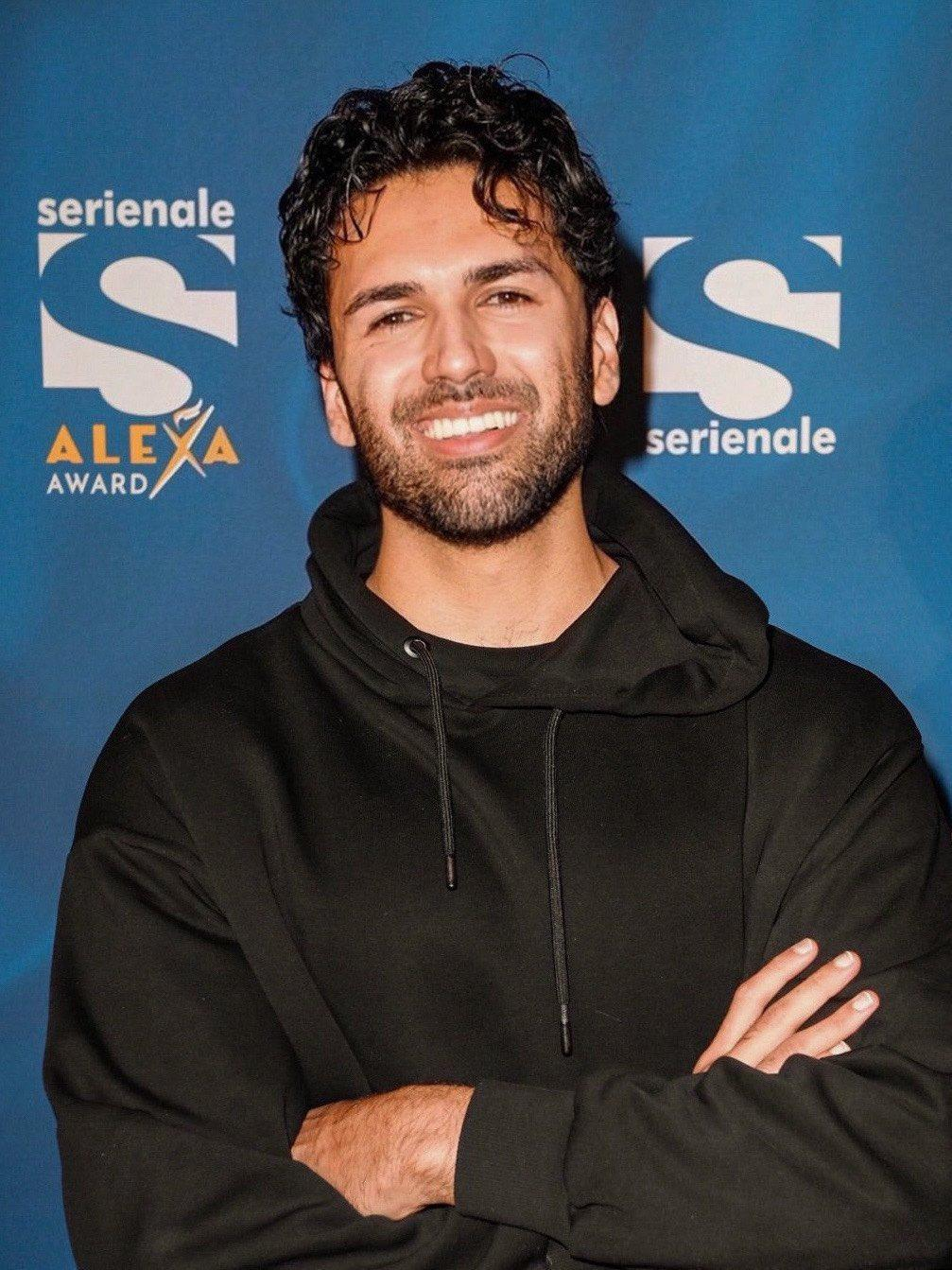
Davis Schulz, 2021

Davis Schulz [ˈdeɪvɪs ʃʊlts] (* 18. Oktober 1996 in Heidelberg) ist ein deutscher Schauspieler, Musiker, Komiker, Synchronsprecher und Webvideoproduzent.

## Karriere
Ab 2018 spielte Davis Schulz in der von Amazon Prime produzierten Miniserie Fear The Walking Dead, der mit dem Grimme- und Fernsehpreis ausgezeichneten ARD/ZDF-Serie Wishlist, der Sat.1-Comedyserie Rabenmütter sowie dem 20th-Century-Fox-Kinofilm Heilstätten mit. Dort stand er mit Sonja Gerhardt und Nilam Farooq vor der Kamera. Weiterhin war er bei Gute Zeiten, schlechte Zeiten in der Rolle des charmanten Liebhabers Nic Hoffmann zu sehen.
Nebenbei ist Schulz auch als Synchronsprecher tätig. Beispielsweise lieh er im Oscar-prämierten Disneyfilm Zoomania der Figur Kudu Radaumacher seine Stimme. In der auf ProSieben ausgestrahlten Fox-Hitserie The Orville spricht er Yaphit. Große Bekanntheit erlangte Schulz darüber hinaus durch seine Filmparodien und Comedy Sketche. Diese wurden über 200 Millionen Mal auf seinem YouTube-Kanal aufgerufen. Außerdem ist er die Stimme von viralen Videoclips wie asdfmovie, Solar Wars oder Sprechende Tiere.
Schulz ist Sänger, sowie Multiinstrumentalist und spielt unter anderem Klavier, Schlagzeug, Gitarre und Bass. Er musizierte mit Künstlern wie dem Eurovision Song Contest Anwärter Michael Schulte, Ivy Quainoo oder Marti Fischer und war von 2016 bis 2017 mit Fewjar auf Deutschland-Tour.
Er war 2015 das Gesicht des Sat.1- und ProSieben-TV-Spots Nyze, wurde 2016 das Covermodel für die Zeitschrift Ajouré Men. und spielte 2020 in TV-Spots von Rewe mit.
Des Weiteren war er der Moderator des erfolgreichen ProSieben Podcasts Speed Dating mit Davis Schulz, saß beim IFFC Filmpreis 2020 und 2021 in Köln zusammen mit Iris Baumüller in der Jury und produzierte 2022 den offiziellen Promo-Soundtrack für den neuen Tom Cruise Film Top Gun: Maverick.
Davis Schulz lebt in Berlin.

## Filmographie (Auswahl)

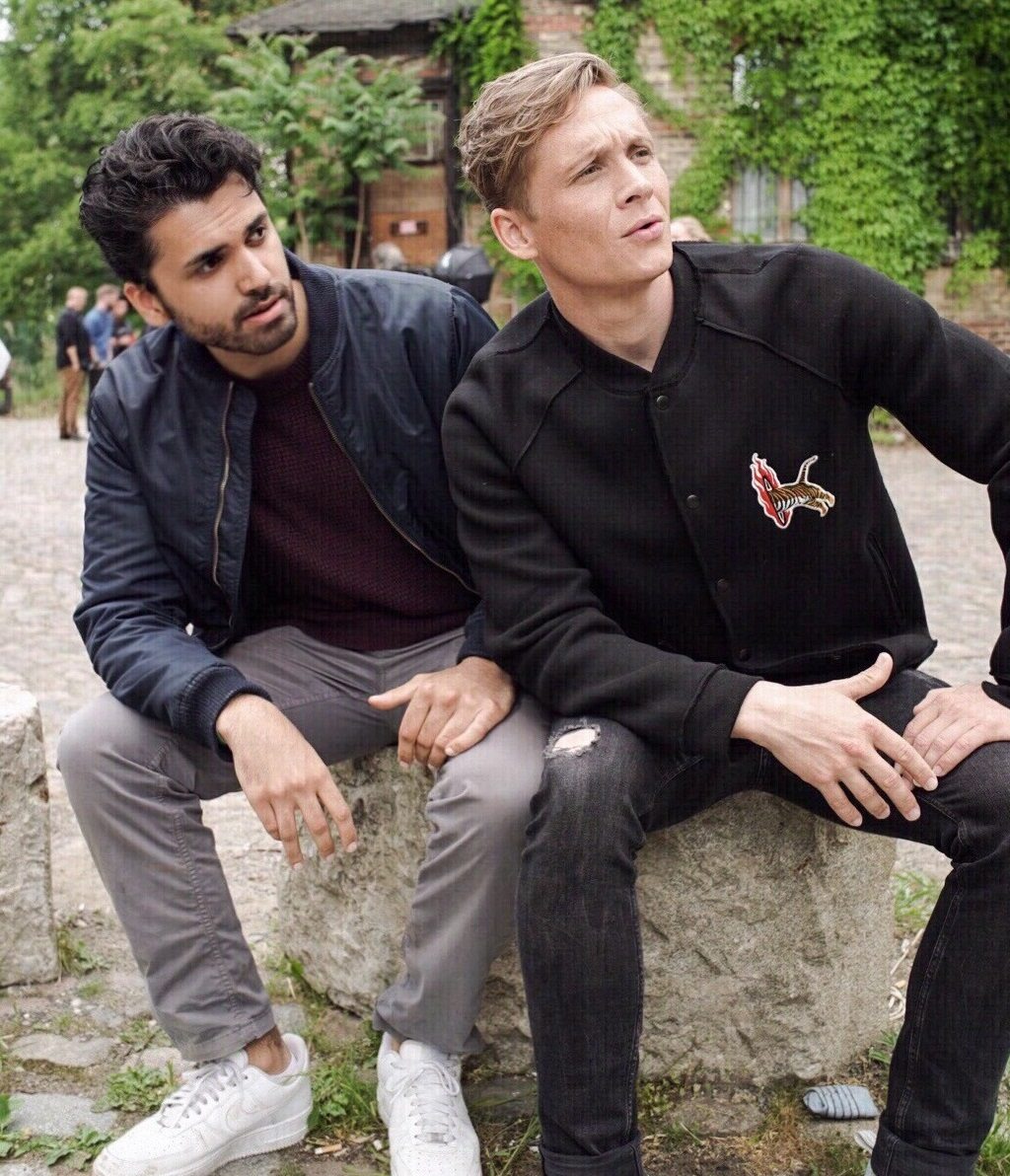
Davis Schulz (l.) und Matthias Schweighöfer (r.), 2018

### Schauspieler
- 2015: Comedy Rocket (Fernsehserie)
- 2016: Rabenmütter (Fernsehserie)
- 2016: Fear The Walking Dead (Amazon Prime Miniserie)
- 2016: Wishlist (Webserie)
- 2016: Doctor Strange, Musikvideo (Disney)
- 2017: Jäger und Sammler (Webserie)
- 2017: Country Girls (Fernsehserie)
- 2017: Wahlgemeinschaft (Webshow)
- 2017: Offscreen (Fernsehserie)
- 2018: Guten Morgen, Internet! (Webserie)
- 2018: God Save Bavaria (Pilotfilm)
- 2018: Heilstätten (Kinofilm)
- 2019: Dein Erster Tag (Webserie)
- 2019: Meine Klasse (Fernsehserie)
- 2019: Spotlight (Fernsehserie)
- 2020: Kartoffelsalat 3 – Das Musical (Kinofilm)
- 2020: Rapunzels Fluch (Kinofilm)
- 2020: Villa der Liebe (Webserie)
- 2020: Gute Zeiten, schlechte Zeiten (Fernsehserie)
- 2021: Der Wolf (Kinofilm)[11]
- 2022: Blutige Anfänger (Fernsehserie)[12]
- 2022: Top Gun: Maverick, Musikvideo (Paramount Pictures)

### Synchronsprecher
- seit 2010: asdfmovie
- seit 2012: Cyanide & Happiness
- 2012: Sprechende Tiere
- 2012: Der Lügendetektor 3000
- 2014: ZDF Tierisch Unterhaltsam
- 2016: Disney’s Zoomania (Kinofilm)
- 2016: The Ridiculous 6 (Netflixfilm)
- seit 2017: The Orville (Fernsehserie)
- 2019: Naked Director (Netflixserie)
- 2019: Flip It Like Disick (Fernsehserie)
- 2019: Der faule Engel (Fernsehfilm)
- 2020: Lynn ist nicht allein (Hörspiel, ProSiebenSat1)
- 2022: Atlanta (Fernsehserie)
- 2022: Die Geschichte der Menschheit – leicht gekürzt (Kinofilm)
- 2023: YUME_Leaks (Hörspiel, ARD)
- 2023: All Clowns Are Bastards (Kinofilm)

### Podcast
- 2020: Speed Dating mit Davis Schulz (ProSieben, FYEO)

## Diskografie (Auswahl)

### Songs
- 2013: Ganz Normale Dinge, Davis Schulz[13]
- 2013: Life is changing, Davis Schulz[14]
- 2014: Song Nummer Eins, Amon Tobin feat. Davis Schulz[15]
- 2016: Space Junk, Davis Schulz feat. Marti Fischer[16]
- 2016: The Beaver (Roomsession), Andre Moghimi feat. Davis Schulz[17]
- 2016: Journey Part 2, Fewjar feat. Michael Schulte[18]
- 2018: How Many Of You Are In There, Fewjar feat. Camilla Fascina[19]
- 2018: Bassline, Make A Move feat. Davis Schulz[20]
- 2022: Top Gun: Maverick Theme Song[21]
- 2022: Best Part – Piano Version[22]

### Alben
- 2018: Gamma, Fewjar
- 2019: Album Eins, Marti Fischer

## Auszeichnungen
- 2014: Deutscher Webvideopreis 2014 nominiert in Comedy und Musik
- 2017: Fernsehpreis mit Wishlist
- 2017: Grimme-Preis mit Wishlist